# Antonio Salvi
Antonio Salvi (Lucignano, 17 januari 1664 – Florence, 21 mei 1724) was een Italiaans arts, dichter en schrijver van opera-libretti.
Salvi was in dienst van het groothertogelijk paleis in Florence en de favoriete librettist van prins Ferdinando de' Medici.  Hij was lid van een groep Florentijnse libretto-schrijvers die het genre opera seria creëerden. Tot 1715 waren zijn stukken vooral in Pratolino en Florence te zien, later vooral in Venetië. Verschillende libretti werden op muziek gezet door Vivaldi, Händel, Perti, Scarlatti en Galuppi, meestal meer dan eenmaal.

## Werken
- Astianatte (1701)
- Arminio (1703)
- Ginerva principessa di Scozia (1708)
- Rodelinda regina de Longobardi (1710)
- Lucio Papirio (1714)
- Il pazzo per politica (1717)
- Scanderbeg (1718)
- Adelaide (1722)
- Sosarme
- Berenice